# الجبل البحري المداري

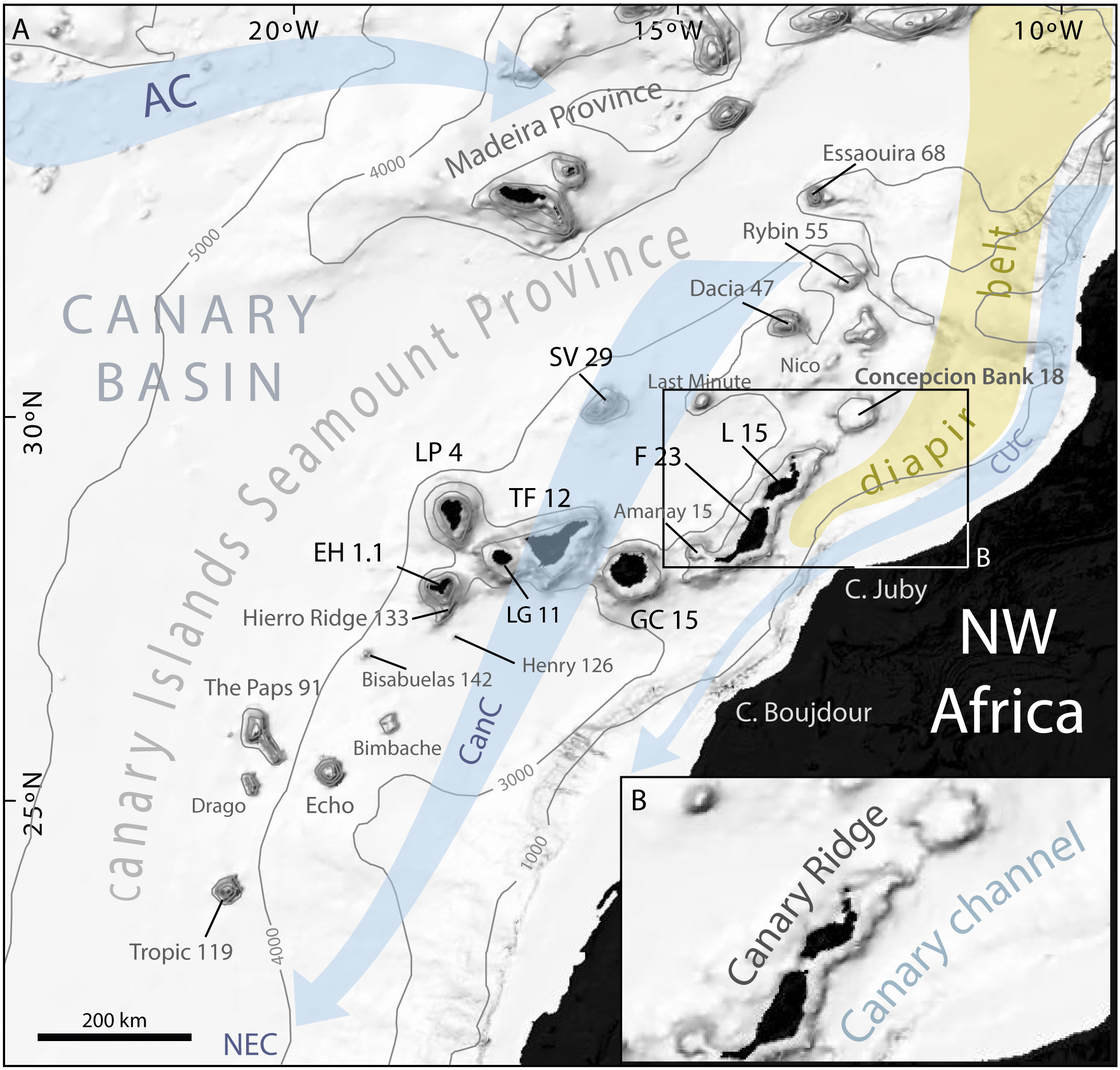
تترتبط هذه الصورة الجبل البحري المداري لانها نصف موقع الجبل

يقعُ الجَبَلُ البَحْرِيُّ المَدَارِيُّ في المحيطِ الأطلسيِّ على بعد 100 كلم من المغرب، ويبعد عن جزيرة إل هييرو أصغر جزر الكناري التابعة لإسبانيا بنحو 500 كيلومتر، ويعودُ تشكلُه للعصرِ الطباشيريِّ. سببُ تسميتِه بـ«المداريِّ» هو قربُه من مدارِ السرطانِ، الذي يمرُّ في اتجاهِه نحوَ الشرقِ جُنَيِّبَ مدينةِ الداخلةِ. توجدُ قمةُ هذا الجبلِ البحريِّ على عمقِ 970 م (سبعين وتسع مئة متر).
يعرفُ الجبلُ البحري المداري ثراءً أحيائيا، إذ يأوي أنواعًا أحيائية هشة.
وكشفت الدراسات بخصوص الجبل عن أرقام تقريبية لكميات المعادن التي يحتويها، ويأتي في مقدمتها الكوبالت بكمية تناهز 7.1 كيلوغرام عن كل متر مكعب، ثم الباريوم بنحو 5.6 كيلوغرام، والفاناديوم 3.6 كيلوغرام، وكذلك النيكل 2.9 كيلوغرام والرصاص 2.1 كيلوغرام عن كل متر مكعب. 